# 元光 (竇衝)
元光（393年六月—394年七月）是十六国时期前秦右丞相竇衝自立的年号，共计2年。

## 纪年
| 元光 | 元年  | 二年  |
| ---- | ----- | ----- |
| 公元 | 393年 | 394年 |
| 干支 | 癸巳  | 甲午  |

## 同期存在的其他政权年号
- 中國
  - 太初（386年－394年）：前秦政权前秦高帝苻登年号
  - 延初（394年）：前秦政權前秦後主苻崇年號
  - 太元（376年－396年）：東晉皇帝晋孝武帝司马曜年号
  - 建初（386年－394年）：后秦政权姚苌年号
  - 皇初（394年－399年）：后秦政权姚兴年号
  - 太初（388年－400年）：西秦政权乞伏歸年号
  - 建兴（386年－396年）：后燕政权慕容垂年号
  - 中兴（386年－394年）：西燕政权慕容永年号
  - 麟嘉（389年－396年）：后凉政权吕光年号
  - 登国（386年－396年）：北魏政权拓跋珪年号
  - 皇始（396年－3968年）：北魏政權拓跋珪年號

## 参看
- 中国年号列表
- 其他时期使用的元光年号